# FC 서울 V걸스
FC 서울 V걸스(Victory-Girls)는 FC 서울 구단에서 운영하는 응원단의 치어리더들이다. 2019년까지 존재했던 V맨(Victory-Man)과 합쳐서 V팀이라고도 불렀다.

## 역사
1980년대와 1990년대에는 프로축구 K리그에도 국내 프로야구와 마찬가지로 치어리더가 관중들의 응원을 리드하는 응원문화가 보편적이었으나 과거 1990년대 후반 서포터스 응원문화가 들어오면서 사라졌었다.
2010년 3월 FC 서울 구단 주도하에 V맨과 V걸스로 재탄생하여 동쪽 일반석(E석) 응원단상에서 응원을 리드하고 그 외 장내외에서 각종 공연 그리고 구단 행사 참석 등을 하였다. 2019 시즌부터는 동쪽 일반석(E석) 응원 리드는 중단되었고 장내외 공연과 구단 행사 참석에 주력하고 있다.

## 유명 V걸
- 김지예 (2010–2011): 2011시즌 한쪽 다리에 붕대를 감고 외발로 응원 단상에 올라 부상 투혼을 보여주어 유명세를 탔다.[3]
- 서현숙 (2016–현재): 2016시즌부터 활약하고 있으며 V걸스 중에서 가장 유명세를 타고 있다.[4]

## 역대 V걸스 명단
| 시즌 | 이름   | 이름   | 이름   | 이름   | 이름   | 비고   |
| ---- | ------ | ------ | ------ | ------ | ------ | ------ |
| 2010 | 김지예 | 송은주 | ?      | ?      | ?      | ?      |
| 2011 | 김지예 | 송은주 | ?      | ?      | ?      | ?      |
| 2012 | 송은주 | 임혜림 | 김한나 | 김송이 | 최지윤 | 김다희 |
| 2012 | 이현정 | 신재진 |        |        |        |        |
| 2013 | 송은주 | 김송이 | 임혜림 | 신재진 | 임경미 | 권하경 |
| 2014 | ?      | ?      | ?      | ?      | ?      | ?      |
| 2015 | 김다정 | 염지현 | 정다혜 | 조현수 | 임세현 | 박소현 |
| 2015 | 박소진 | 허은미 | 파울라 |        |        |        |
| 2016 | 서현숙 | 김다정 | 강산하 | 김지은 | 도정은 | 박소진 |
| 2016 | 박해림 | 박소현 | 신혜준 |        |        |        |
| 2017 | 서현숙 | 김다정 | 박소현 | 김지은 | 박소진 | 이나경 |
| 2017 | 도정은 | 박해림 |        |        |        |        |
| 2018 | 서현숙 | 김다정 | 박소현 | 박소진 | 김지은 | 이나경 |
| 2018 | 허은미 | 천온유 | 이주아 |        |        |        |
| 2019 | 서현숙 | 이나경 | 김다정 | 천온유 | 김지은 | 박소현 |
| 2019 | 허은미 | 박소진 | 이주아 | 정희정 |        |        |
| 2020 | 서현숙 | 이나경 | 김다정 | 박소진 | 허은미 | 천온유 |
| 2020 | 정희정 | 마서연 | 임수지 |        |        |        |
| 2021 | 서현숙 | 이나경 | 김다정 | 박소진 | 허은미 | 천온유 |
| 2021 | 정희정 | 마서연 | 임수지 |        |        |        |
| 2022 | 서현숙 | 이나경 | 천온유 | 정희정 | 이다영 | 박성은 |
| 2022 | 고가빈 | 안혜지 | 김수현 | 김소림 |        |        |
| 2023 | 서현숙 | 이나경 | 천온유 | 정희정 |        |        |
| 2024 | 서현숙 | 박기량 | 정희정 | 이다영 | 안혜지 | 박소현 |
| 2024 | 문혜진 | 박하정 | 정다혜 | 송민주 | 홍예빈 |        |

## 역대 V맨 명단
| 시즌 | 이름   | 이름         | 비고 |
| ---- | ------ | ------------ | ---- |
| 2010 | 남성훈 |              |      |
| 2011 | 조형섭 |              |      |
| 2012 | 조형섭 |              |      |
| 2013 | 한재권 |              |      |
| 2014 | ?      |              |      |
| 2015 | 이범영 |              |      |
| 2016 | 이범영 |              |      |
| 2017 | 이범영 |              |      |
| 2018 | 강훈   | MC휘(장용휘) |      |
| 2019 | 강훈   | MC휘(장용휘) |      |

## 참고 자료
- 프로축구 치어리더 도입?! 일반 팬들을 위한 배려